# Lijst van voetbalinterlands Mexico - Servië
Deze lijst van voetbalinterlands is een overzicht van alle officiële voetbalwedstrijden tussen de nationale teams van Mexico en Servië. De landen speelden tot op heden een keer tegen elkaar: een vriendschappelijke wedstrijd op 11 november 2011 in Querétaro.

## Wedstrijden
| № | Plaats    | Datum            | Competitie        | Wedstrijd       | Uitslag |
| - | --------- | ---------------- | ----------------- | --------------- | ------- |
| 1 | Querétaro | 11 november 2011 | Vriendschappelijk | Mexico – Servië | 2 – 0   |

## Samenvatting
| Competitie        | Totaal gespeeld | Winst Mexico | Gelijk | Winst Servië | Doelsaldo Mexico – Servië |
| ----------------- | --------------- | ------------ | ------ | ------------ | ------------------------- |
| Vriendschappelijk | 1               | 1            | 0      | 0            | 2 − 0                     |
| Totaal            | 1               | 1            | 0      | 0            | 2 − 0                     |

## Details

### Eerste ontmoeting
| Vriendschappelijk (Querétaro, Mexico, 11 november 2011): |              | |
| Mexico | 2 – 0        | Servië |
| Carlos Salcido 3' Javier Hernández 89' (pen.) | goals        | |
| José Manuel de la Torre | bondscoach   | Radovan Ćurčić |
| Alfredo Talavera Efraín Juárez 90' Carlos Salcido Héctor Moreno Francisco Javier Rodríguez Andrés Guardado 87' Israel Castro Javier Hernández 89' Giovanni dos Santos 52' Pablo Barrera 62' Jesús Zavala 90' | opstellingen | Vladimir Stojković 83' Pavle Ninkov Branislav Ivanović Slobodan Rajković Aleksandar Kolarov Gojko Kačar Zdravko Kuzmanović 78' Miloš Ninković 63' Miloš Krasić 68' Milan Jovanović 74' Nikola Žigić |
| Antonio Naelson 52' Edgar Andrade 62' Javier Aquino 87' Oribe Peralta 89' Johnny Magallón 90' Jesús Molina 90'                                                                                               | wissels      | 63' Boško Janković 68' Adem Ljajić 74' 79' Dragan Mrdja 78' Raća Petrović 79' Andrija Kaluđerović 83' Nenad Tomović                                                                                 |
| Efraín Juárez 54' | gele kaarten | 44' Miloš Ninković 82' Branislav Ivanović 88' Slobodan Rajković |
| | rode kaarten | 83', 86' Aleksandar Kolarov |